# Проа
Проа (малайск. и индон. perahu, яв. prau, сунд. parahu, себ. paráw, кириб. baurua, самоан. folau, гав. halau, маори wharau) — специфический тип многокорпусного парусного судна у народов на островах Полинезии и Самоа, расположенных в Тихом океане. Проа характерны в первую очередь для Малайского архипелага и островов Южного Тихого океана.
Первые упоминания европейских исследователей об этом типе судна датируются XVI веком.
Представляет собой чрезвычайно узкое длинное судно, имеющее на одном из бортов балансир в виде бревна.
Балансир связан с корпусом двумя деревянными балками. Балансир находится всегда на наветренном борту.
Управляется проа рулевым веслом, которое при повороте переносят на нос, и, таким образом, нос становится кормой, а корма — носом. Парус имеет форму низкого треугольника, трапеции или прямоугольника.
Развивают скорость до 25 узлов. В XVIII веке зафиксирован случай перехода между островами проа с 30 полинезийцами за одни сутки. Расстояние между пунктами превышало 400 морских миль.